# Diocèse de Penonomé
Le diocèse de Penonomé (en latin : Dioecesis Poenonomensis ; en espagnol : Diócesis de Penonomé) est un diocèse de  l'Église catholique du Panama, suffragant de l'archidiocèse de Panama.

## Territoire
Il comprend la province de Coclé avec un territoire d'une superficie de 4 947 km2 divisé en 10 paroisses. 

## Historique
Le diocèse est érigé le 18 décembre 1993 par la constitution apostolique Quo aptius du pape Jean-Paul II en prenant sur le territoire de l'archidiocèse de Panama.

## Évêques
- Uriah Adolphus Ashley Maclean (1993-2015) nommé évêque auxiliaire de Panama
- Edgardo Cedeño Muñoz, S.V.D (2015-